# Copris bovinus
Copris bovinus là một loài bọ cánh cứng trong họ Bọ hung (Scarabaeidae).